# 대관구지휘자

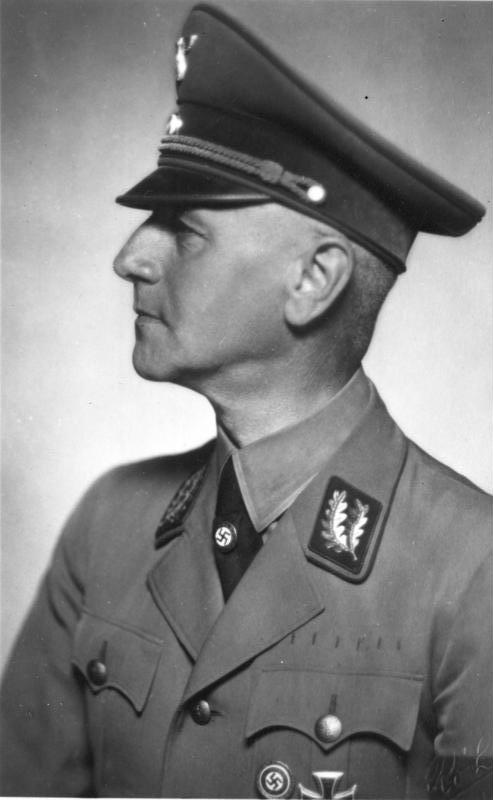
요아힘 알브레히트 에겔링은 작센 및 안할트 대관구지휘자이자 할레-메르제부르크 주 주통령을 지냈다.

대관구지휘자(독일어: Gauleiter 가울라이터[ˈɡaʊlaɪtɐ][*])는 국가사회주의 독일 노동자당(이하 나치당)의 대관구 또는 국가대관구 지구당을 총괄한 당료 직책이다. 대관구지휘자는 나치 당료 계급 중 국가지휘자에 이어 두번째로 높은 계급이다. 제2차 세계 대전 당시 대관구지휘자들은 총통 아돌프 히틀러의 직접 임명을 통해서만 임명되었다.

## 같이 보기

대관구지휘자의 차량기

- 대관구지휘자 목록